# Federal Bureau of Investigation
El Federal Bureau of Investigation (FBI, oficina federal d'investigació) és una Policia Federal, el braç investigador principal del Departament de Justícia dels Estats Units (DOJ).
El títol 28 del codi dels Estats Units, Secció 533, que autoritza el Procurador general a «nomenar oficials per a detectar... delictes contra els Estats Units» i unes altres lleis federals donen l'autoritat i responsabilitat per a investigar delictes específics a l'FBI. Actualment, l'FBI té jurisdicció investigadora sobre violacions de més de 200 categories de delictes federals i així té l'autoritat investigadora més ampla de qualsevol agència d'aplicació federal, fent de l'FBI la principal agència d'investigació del govern dels Estats Units. Les seves competències inclouen la lluita contra el terrorisme, contraespionatge, la delinqüència informàtica i la medicina forense. La llista dels Deu Fugitius Més Buscats per l'FBI ha estat utilitzada des de 1949 per notificar al públic els fugitius més buscats.
La seva seu central es troba a l'edifici J. Edgar Hoover de l'avinguda Pennsylvania a Washington, mentre que les seves oficines es troben disperses en més de quatre-centes ciutats americanes i cinquanta ambaixades arreu del món. El segell de l'FBI va ser creat per l'il·lustrador en cap Leo Joseph Gauthier i utilitzat per primera vegada el 1941. A la llista situada sota l'escut hi ha inscrit en anglès el lema del servei que és: Fidelity, Bravery, and Integrity. A partir de 2017, el director de l'Oficina Federal d'Investigacions, nomenat pel president dels Estats Units i confirmat pel Senat, és Christopher A. Wray.

## Presentació
L'FBI està sota la supervisió del Departament de Justícia dels Estats Units, que li atorga el seu pressupost i en defineix les prioritats.
Les activitats de l'FBI inclouen:
- Antiterrorisme;
- Contraespionatge;
- crim organitzat (màfia);
- segrestos (després del del fill de Charles Lindbergh el 1932);
- delicte de guant blanc i delicte financer;
- reunió general d'intel·ligència sobre l'FBI.

La seva seu es troba a l’edifici J. Edgar Hoover de Washington, i la seva instal·lació d'entrenament és a Quantico, Virgínia. El seu lema oficial és Fidelity, Bravery, Integrity.
L'any 1918, al final de la Primera Guerra Mundial, el Bureau comptava amb uns 500 agents. Només 15 agents, l'any 2005, van ser assignats al seguiment del frau hipotecari (una de les causes de la crisi hipotecària de 2007). Té avui, pel que fa a la delinqüència de guant blanc, centenars d'agents menys que durant la crisi de l'estalvi dels anys 1980-1990. Com a resultat, l'agència és a vegades assistida, pel que fa a aquesta delinqüència, per empreses de seguretat privades (entre elles Kroll).
El 30 d'abril de 2012, l'FBI donava feina a 35.850 empleats i el seu pressupost era 8,1 milions dòlars. L'FBI tenia 56 oficines i 380 agències als Estats Units, així com 60 oficines fora dels Estats Units dins d'ambaixades o consolats

## Història

### Creació

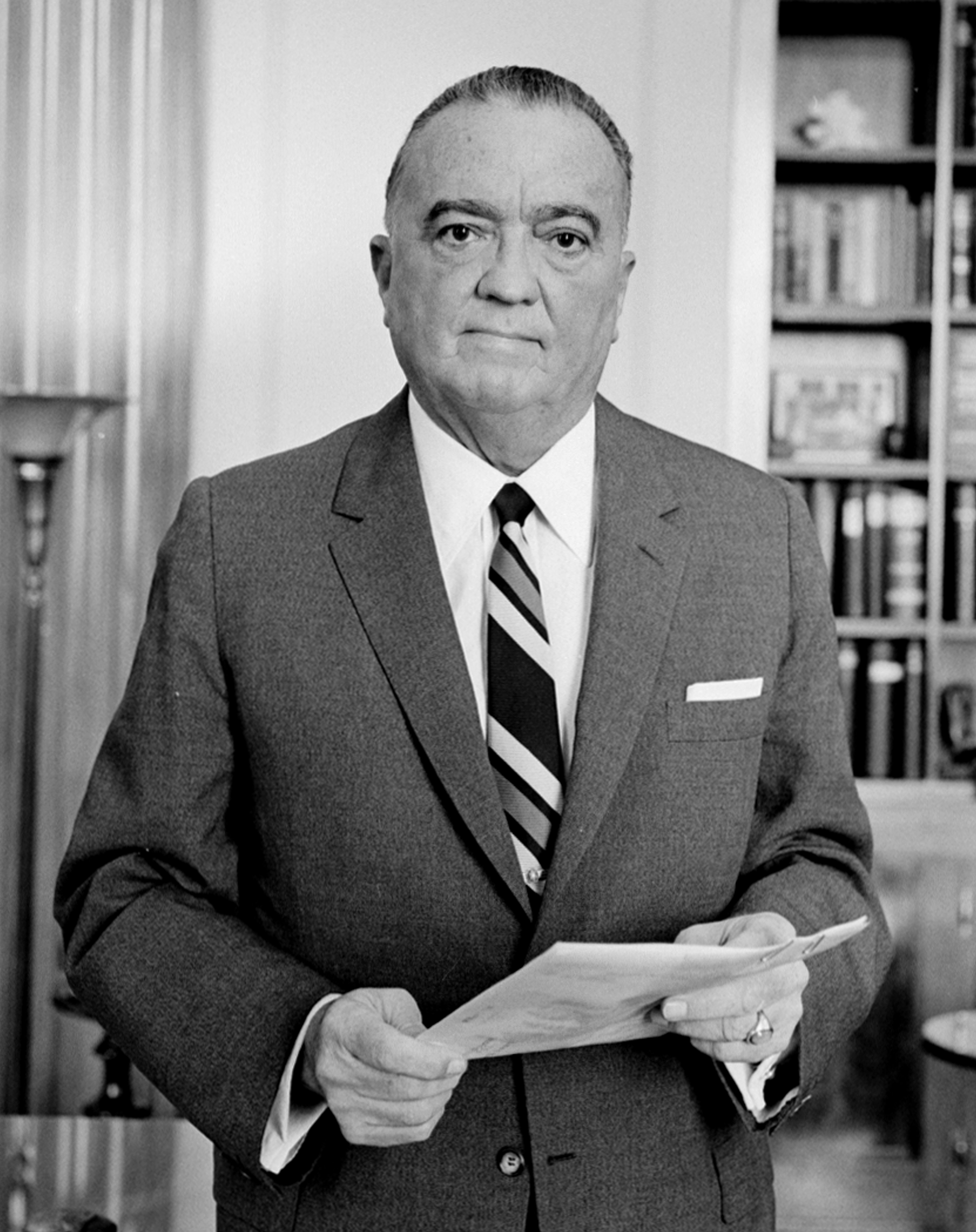
El director de l'FBI, J. Edgar Hoover, el 1961.

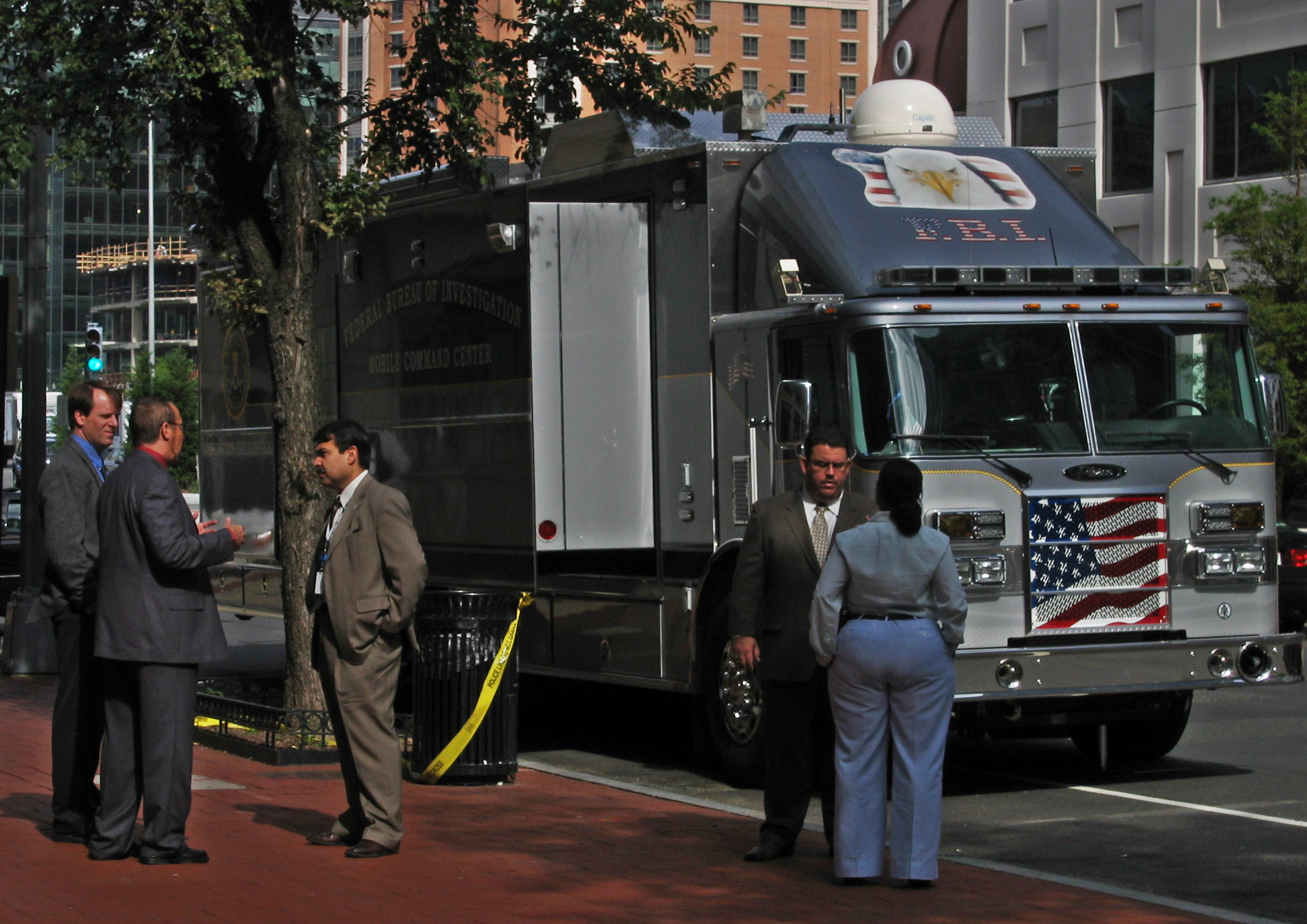
Post de comandament mòbil de l'FBI.

L'avantpassat de l'FBI, l' Oficina d'Investigació (BOI), es va crear el 26 de juliol de 1908 per Charles Joseph Bonaparte-Patterson, renebot de Napoleó I i fiscal general dels Estats Units amb el president Theodore Roosevelt, per lluitar contra el crim organitzat d'un grup d'agents del Servei Secret dels Estats Units. La seva seu es va instal·lar després a l'edifici del Departament de Justícia, a Washington.
L'origen mateix del BOI es remunta a la decisió del Tribunal Suprem de 1886, «Wabash, St. Louis & Pacific Railroad Company v. Illinois» (1886), que aleshores va decretar que els estats federats no tenien dret a regular el comerç interestatal. L'any següent, el Congrés va aprovar la Llei de comerç interestatal (1887), fent que l'estat federal sigui responsable de l'aplicació de la llei en els casos interestatals. Però fins a l'arribada de Charles J. Bonaparte-Patterson com a secretari de Justícia, el Departament de Justícia es va conformar amb un personal limitat per fer aquesta funció. Bonaparte-Patterson va apel·lar llavors a diverses altres agències, inclòs el Servei Secret, per tal d'obtenir investigadors, però, el 1908, el Congrés va aprovar una llei que prohibia al Departament de Justícia utilitzar empleats del Tresor. Va ser llavors quan el secretari de Justícia Bonaparte-Patterson va crear el BOI amb els seus propis agents especials, del Servei Secret (que va acceptar transferir dotze dels seus agents al BOI). Així, els agents de l'FBI eren originalment agents del Servei Secret, i legalment depenien de la Llei de Comerç Interestatal de 1887.
La primera missió oficial del BOI va ser visitar els prostíbuls i establir-ne registres, per tal de preparar l'aplicació de la Llei Mann de 25 de juny de 1910 (o White Slave Traffic Act, llei de l'esclavitud blanca). El principal paper original del BOI és lluitar contra la corrupció i contra «lladres de terres» que a l'oest americà s'havien apropiat amb la complicitat de congressistes i funcionaris, de desenes de milers d'hectàrees de propietat estatal.

## Era Hoover (1924-1972)
J. Edgar Hoover va ser nomenat director del BOI el 10 de maig de 1924, i va romandre al càrrec durant gairebé 48 anys, fins a la seva mort el 1972. Hoover va estar molt involucrat en la majoria de les investigacions i projectes de l'FBI. El 1932, el BOI va ser rebatejat com a Oficina d'Investigació dels Estats Units, mentre que el Scientific Crime Detection Laboratory (o FBI Laboratory, la divisió de ciències forenses de l'FBI) es va obrir el mateix any, en gran part a causa dels esforços de Hoover. L'any següent es va fusionar amb el Bureau of Prohibition, responsable de fer complir les lleis de prohibició de begudes alcohòliques, i va prendre el nom de Divisió d'Investigació (DOI), abans d'adoptar finalment el seu nom actual d'Oficina Federal d'Investigacions (FBI) el 1935.

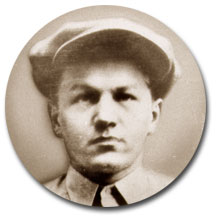
Lester J. Gillis, també conegut com Baby Face Nelson, assassinat per l'FBI el 1934 en un tiroteig.

Durant el període d'entreguerres, les seves competències es van ampliar arran de les dificultats dels cossos de policia locals per fer complir la llei. El servei es va donar a conèixer ràpidament gràcies a una excel·lent política de relacions públiques. Durant la guerra contra el crim de la dècada de 1930, l'FBI va arrestar o matar a diversos criminals famosos, com John Dillinger, Baby Face Nelson, Kate Ma Barker, Alvin Creepy Karpis i George Machine Gun Kelly. Durant aquest període, l'FBI també s'encarregava de combatre la influència del Ku Klux Klan, les activitats racistes del qual anaven en augment. A més, a través del treball d’Edwin Atherton, l'FBI va arrestar una sèrie de neorevolucionaris mexicans prop de la frontera Califòrnia als anys vint.
Però l'FBI també es va interessar, a partir d'aquest període, pels activistes polítics, implementant una vigilància dels més diversos moviments polítics. La Por Roja, de fet, estava afectant els Estats Units en aquell moment. El president Franklin D. Roosevelt va haver d'intervenir per posar fi (temporal) a aquestes investigacions, que tenien com a objectiu escriptors com Truman Capote i William Faulkner.
Fins a la creació de l'OSS durant la Segona Guerra Mundial, l'FBI, que llavors comptava amb 900 agents, era l'únic gran servei estatunidenc que realitzava intel·ligència a l'estranger, sobretot gràcies a les seves oficines a Amèrica Llatina. Durant la creació de la CIA, successora de l'OSS, el FBI es va limitar a les activitats de vigilància domèstica.
A partir de la dècada de 1940, l'FBI va assumir moltes investigacions de contraintel·ligència, que van continuar al llarg de la seva existència. Durant la Segona Guerra Mundial, vuit agents de l'Alemanya nazi van ser detinguts, acusats d'haver preparat operacions de sabotatge. Sis d'ells van ser executats (vegeu la sentència del Tribunal Suprem, Ex parte Quirin). Al costat de la NSA (National Security Agency), l'FBI també va participar de manera important en el projecte Venona, un projecte de decodificació criptogràfica dels codis utilitzats per l'URSS, realitzat conjuntament amb el Regne Unit. El projecte Venona estava sota la supervisió d'Hoover, que no en va informar a la CIA fins al 1952.
Després de l'atac de l'exèrcit japonès contra la base estatunidenca de Pearl Harbor, l'FBI va procedir a la detenció de les persones d'origen japonès que viuen als Estats Units. Aviat es van establir camps d'internament al nord i l'est de Califòrnia (Arizona, Arkansas, Colorado, Idaho, Utah i Wyoming), en els quals 120,313 persones van ser confinades.

### Després de la guerra

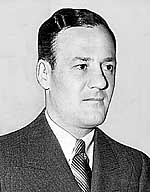
Clyde Tolson, número 2 de l'FBI, molt a prop d'Hoover. Alguns historiadors diuen que eren amants.

Durant la Guerra Freda, l'objectiu prioritari oficial de l'FBI eren les xarxes del bloc oriental (arrest de l'espia Rudolph Abel el 1957). Tanmateix, l'agència també es va dirigir a tots els moviments «dissidents» des dels Estats Units, des del Ku Klux Klan fins al Partit Comunista dels EUA i diversos grups del moviment pels drets civils. Així, durant l'operació secreta d'intel·ligència COINTELPRO, un programa implementat del 1956 al 1971, l'FBI va vigilar, amb l'ajuda de l'Agència de Seguretat Nacional (NSA), molts moviments d'oposició. Descobert per la Comissió Ciutadana d'Investigació de l'FBI, un grup d'esquerres que havia irromput als edificis de l'FBI per recuperar registres classificats, el programa COINTELPRO va ser durament criticat per la Comissió de l'Església de 1975.
La vigilància de l'FBI també es va estendre als membres del govern. Així, Hoover ordena als seus agents dur a terme una investigació sobre Jack Valenti, nomenat assessor especial del president Lyndon Johnson immediatament després de l'assassinat de Kennedy el 22 de novembre de 1963. La investigació tenia com a objectiu sobretot determinar si Valenti era homosexual, acusació que aleshores era suficient per destruir una carrera (el conseller de Johnson Walter Jenkins va haver de dimitir poc abans de les eleccions presidencials de 1964 per aquest motiu). Hoover (que no estava casat, va ser durant 40 anys el company del seu «braç dret» Clyde Tolson i, per tant, era sospitós segons alguns historiadors que era homosexual.) de fet va utilitzar informació sobre les elits obtinguda pels seus agents en el marc dels seus tractes amb la Casa Blanca
Durant les dècades de 1950 i 1960, els funcionaris de l'FBI estaven cada cop més preocupats per la influència dels líders dels drets civils. El 1956, per exemple, Hoover va fer el rar pas d'enviar una carta oberta denunciant D TRM Howard, líder dels drets civils, cirurgià i empresari ric de Mississipi que va criticar la inacció de l'FBI per resoldre els recents assassinats de George W. Lee, Emmett Till i altres afroamericans al sud. COINTELPRO es va utilitzar per investigar i aturar les organitzacions polítiques dissidents als Estats Units, incloses les organitzacions no violentes i militants, inclosa el líder dels drets civils Southern Christian Leadership Conference.
Martin Luther King va ser un objectiu freqüent de les investigacions. L'FBI no va trobar cap evidència d'un crim, però va intentar utilitzar gravacions dels actes sexuals de King per intimidar-lo. A les seves memòries de 1991, el reporter del  Washington Post Carl Rowan afirma que l'FBI va enviar almenys una carta anònima a King animant-lo a suïcidar-se.
Quan el president John F. Kennedy és assassinat, les investigacions estan sota la jurisdicció de la policia local, fins que el president Lyndon B. Johnson ordena a l'FBI que es faci càrrec de la investigació. Per garantir que no hi haurà més confusió sobre els homicidis a nivell federal, el Congrés està aprovant una llei que posa l'FBI al capdavant.
Després que RICO, la llei del racisme, entri en vigor, l'FBI comença a investigar antics grups antiprohibició, que des d'aleshores s'han convertit en fronts de delinqüència a les grans ciutats i fins i tot a pobles de mida mitjana. Tot el treball de l'FBI es fa encobert i des d'aquests grups utilitza els recursos financers de RICO per desmantellar-los. Tot i que Hoover va negar inicialment l'existència d'una xarxa criminal organitzada als Estats Units, l'Oficina va dur a terme operacions posteriors contra sindicats i famílies del crim coneguts, inclosos els liderats per Sam Giancana i John Gotti. La llei RICO encara s'utilitza avui dia per a qualsevol crim organitzat o individu que caigui sota aquesta llei. Sota el president Reagan, aquesta llei es va utilitzar per condemnar amb llargues penes de presó a activistes polítics d'extrema esquerra implicats en el robatori de Brink de 1981.
El 1967, l'FBI va redirigir el programa COINTELPRO cap als moviments negres i en particular les Panteres Negres. En una nota interna, l'FBI defineix el seu objectiu com «exposar, aixafar, enganyar, desacreditar o almenys neutralitzar les activitats de les organitzacions nacionalistes negres que prediquen l'odi». A més dels mètodes clàssics de repressió (spinning, escoltes telefòniques, cartes anònimes, agents dobles, etc.), l'FBI es dedica a la propagació de notícies falses, com en el cas de Jean Seberg i realitza assassinats. Només el 1970, 38 activistes van ser assassinats en batudes organitzades a les oficines del BPP. El 4 de desembre de 1969, el líder dels Chicago Panthers, Fred Hampton, és executat al seu llit per un agent de l'FBI.

### Després de Hoover
El 1975, després de la mort de Hoover, l'FBI es va traslladar a la seva nova seu, anomenada «John Edgar Hoover» en memòria del seu director inamovible. El Congrés també aprova una llei que limita el mandat dels directors de l'FBI a un màxim de deu anys. Almenys dos dels seus agents estaven estacionats a Amèrica Llatina: Dan Mitrione, que va ser segrestat i assassinat l'any 1970 pels Tupamaros uruguaians, i Robert Scherrer, que va ser un dels primers estatunidencs que va informar de l'existència de l'Operació Còndor i va transmetre informació obtinguda a través d'aquesta perquè l'FBI interrogués a presumptes activistes exiliats a els Estats Units. Segons Manuel Contreras, el cap d'intel·ligència xilè que va supervisar l'operació Cóndor, la CIA i l'FBI coneixien la base de dades utilitzada en l'operació, van proporcionar informació i ells mateixos la van utilitzar.
L’equip de rescat d'ostatges, una unitat d'elit de l'FBI, encarregada especialment de la lluita contra el terrorisme i els grans crims, va ser creada el 1984 per tal de preparar l'organització dels Jocs Olímpics de 1984. Com en altres països (inclosa Europa, amb la creació de TREVI), la creació d'aquesta unitat, que treballa amb SWAT, va ser influenciada per la presa d'ostatges dels Jocs Olímpics de Múnic el 1972. Tenia 146 membres el gener de 2020.
El mateix any es va crear el CART (Computer Analysis and Response Team) per fer front als problemes de seguretat informàtica.
A finals dels vuitanta i principis dels noranta, amb la finalització de la Guerra Freda amb la caiguda del mur de Berlín el 1989, 300 agents dedicats a la contraintel·ligència van ser reassignats a missions de prevenció de crims violents, designats com la sisena prioritat de la policia nacional. Aleshores, el pressupost de l'FBI es va reduir i l'FBI va assumir cada cop més missions per ajudar les forces policials locals a localitzar els sospitosos que travessen les fronteres dels estats federats. L'FBI també va continuar desenvolupant les seves activitats de policia científica, iniciades el 1924 amb un sistema de dactiloscòpia (empremtes digitals), mitjançant l'anàlisi de l'ADN.
Després de l’atemptat de 1993 al World Trade Center, l'FBI es va centrar de nou, entre 1993 i 1996, en la lluita contra el terrorisme. El 1993, va gestionar també les negociacions amb els Davidiens durant el setge de Waco, que van provocar la mort de 82 persones. Investiga així l'atemptat d'Oklahoma City (1995), i el 1996 deté Timothy McVeigh. D'altra banda, des de 1994, en cas d'un error policial als Estats Units, l'FBI podria ser responsable de la investigació.
L'any 1998, l'FBI va crear el Centre d'Investigacions Informàtiques i Avaluació d'Amenaces d'Infraestructura (CITAC) i el Centre Nacional de Protecció d'Infraestructures (NIPC) per augmentar les seves capacitats en matèria de seguretat informàtica i lluita contra la ciberdelinqüència. L'agència federal també està augmentant les seves capacitats de vigilància electrònica, adaptant-se a l'evolució de les telecomunicacions.
Després que el Congrés aprovés la Llei d'assistència a les comunicacions per a l'aplicació de la llei (CALEA, 1994), la Llei de portabilitat i responsabilitat de l'assegurança mèdica (HIPA, 1996) i la Llei d'espionatge econòmic (EEA, 1996), l'FBI va respondre millorant la seva tecnologia el 1998, ja que va fer amb el CART el 1991.

### Des de l'11 de setembre de 2001

#### National Security Letters i altres

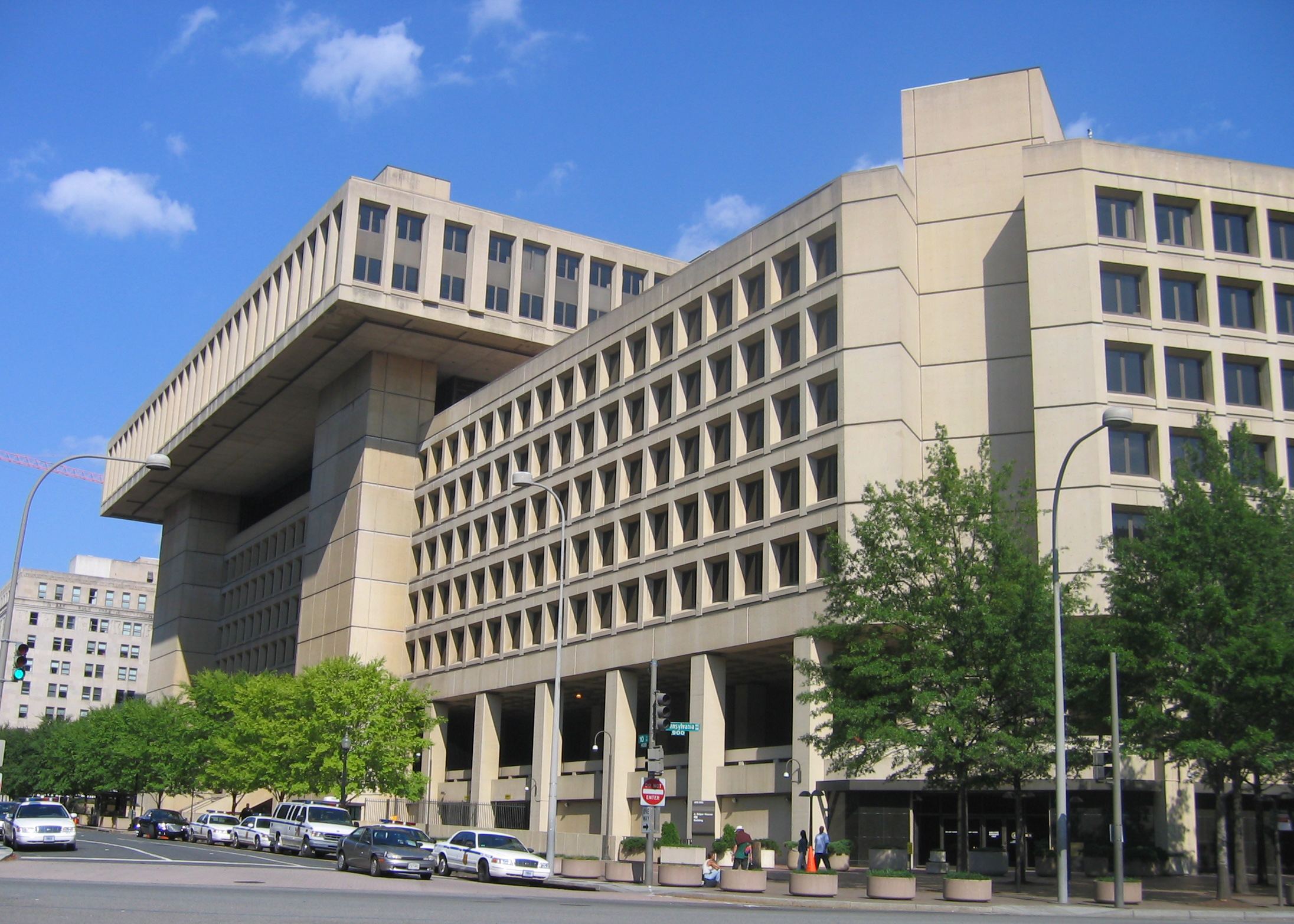
Edifici J. Edgar Hoover, la seu de l'FBI des de 1975.

La USA Patriot Act va augmentar el poder a l'FBI, en particular mitjançant l'ús de les National Security Letters (NSL), obligant a qualsevol persona, física o jurídica, a transferir-hi qualsevol dada personal d'interès per a l'FBI, sense notificar a la persona interessada. per aquest seguiment. Així, l'FBI va utilitzar de manera exponencial aquests NSL, emetent-ne 200.000 entre 2003 i 2006. A més, entre el 2002 i el 2006 l'FBI va recopilar il·legalment dades relatives a més de 3.500 trucades telefòniques, fetes sense NSL, dirigides entre d'altres a periodistes del Washington Post (Ellen Nakashima, amb seu a Jakarta) i The New York Times (Raymond Bonner i Jane Perlez, també amb seu a la capital indonèsia).
A finals de 2003, Bush i John Ashcroft, el secretari de Justícia, van autoritzar les agències a conservar les dades adquirides a través dels NSL, mentre que anteriorment eren destruïdes si es tractava de persones exculpades posteriorment. Fins i tot va ordenar que aquestes dades s'enregistressin en sistemes de tractament de dades, amb finalitats de mineria de dades, mentre que l'executive Order 13388 ('Enfortiment addicional de l'intercanvi d'informació sobre el terrorisme per protegir els estatunidencs') va ampliar l'accés a aquestes bases de dades als governs locals, estatals i tribals, així com a «entitats del sector privat adequades, entitats indefinides». A finals de desembre de 2003, la Unitat d'Explotació de Dades Proactiva, encapçalada per Gurvais Grigg, va ser enviada a Las Vegas, posada en alerta taronja, per tal d'analitzar les dades relatives a tots els visitants de la ciutat, a la recerca de possibles enllaços (telèfon trucades, etc.) a persones sospitoses de terrorisme.
El gener de 2004, l'FBI va crear l'Investigative Data Warehouse, basat en el mateix programari Oracle utilitzat per la CIA, per tal d'explotar aquestes dades. Les instruccions ministerials d'Ashcroft també van permetre, per primera vegada, que l'FBI integrés dades de les dues filials de Reed Elsevier, LexisNexis i ChoicePoint (en), que combinen dades personals del sector públic i privat, amb els seus sistemes de tractament (els anteriors ministres de Justícia consideraven que això vulneraria la Privacy Act de 1974).

#### Autorització d'ull per ull
El Patriot Act també va introduir l'Sneak and peek warrant  (section 213), és a dir, escorcolls duts a terme en absència de la persona afectada per l'escorcoll, que es poden utilitzar en el context de qualsevol investigació judicial (incloent-hi faltes simples o misdemeanor). Aquests mandats s'han hagut de modificar arran de la decisió d'un jutge que els ha declarat inconstitucionals, a causa de la vulneració de la 4 modificació de la Constitució, en el cas de Brandon Mayfield, un advocat de Portland víctima d'aquest registre i acusat de terrorisme perquè l'FBI afirmava haver identificat les seves empremtes dactilars en explosius trobats a Madrid després de l'Atemptat de Madrid de l'11 de març de 2004— Mayfield va ser exonerat més tard, l'FBI s'ha equivocat.
L'any 2008 es van concedir 763 ordres, de les quals només tres relacionades amb casos de terrorisme: dos terços (65 %) es refereix a casos de narcòtics,

#### Reorganització de l'FBI per Robert Mueller
Robert Mueller va ser nomenat director de l'FBI set dies abans dels atemptats de l'11 de setembre de 2001. Uns mesos després, en resposta a aquests atacs i en el context de la guerra contra el terrorisme proclamat per l’administració Bush, Mueller demana reformar la manera com funciona l'agència. Així un terç dels agents de l'FBI (més de 1.800 persones) són reassignades a la intel·ligència i a la lluita contra el terrorisme. L'agència, mancada de personal per lluitar contra la delinqüència de guant blanc, està lluitant per dur a terme investigacions als cercles financers després de la Crisi hipotecària de 2007 i la Crisi borsària del 2008. L'FBI és llavors encarregat en particular de les investigacions sobre Fannie Mae, Freddie Mac, l’American International Group i el banc en fallida Lehman Brothers.

#### Creació del Centre de Detecció de Terrorisme illista de seguiment
El novembre de 2003, l'administració Bush va crear el Terrorist Screening Center, una agència federal dependent de l'FBI, dedicada a la identificació i emmagatzematge de dades relatives a persones sospitoses de ser terroristes per una o més agències governamentals estatunidenques, o per organitzacions estrangeres aliades. L'agència, dotada d'una base de dades informatitzada (Terrorist Screening Database, TSDB), s'encarrega de centralitzar la informació dels diferents ens públics, federals o locals. L'any 2005, el seu pressupost ascendia a 30 milions de dòlars, mentre que el centre donava feina a uns 180 agents. El TSDB va incloure fitxers d'aproximadament 700.000 persones l'abril de 2007, amb un augment mitjà mensual de 20.000 persones a l'arxiu.
A més de la base de dades TSDB, l'FBI manté una llista de vigilància de persones sospitoses de possible implicació en el terrorisme, que incloïa 400.000 noms el setembre de 2008; 24.000 d'ells no haurien d'haver estat en aquesta llista segons un informe del Departament de Justícia el maig de 2009.
El 17 d'octubre de 2008, l'FBI va anunciar públicament l'èxit de la seva operació encoberta DarkMarket Forum, una operació de ciberdelinqüència de dos anys que va resultar en la detenció de 56 personnes a tot el món, evitant, segons l'agència, la pèrdua de 70 milions de dòlars.
Deu agents il·legals de SVR (nou russos i un americà-peruà) van ser detinguts el 27 de juny de 2010 per l'FBI, i intercanviat el 9 de juliol de 2010 a l'aeroport de Viena per quatre russos acusats d'espiar per als Estats Units i el Regne Unit. Un onzè home va aconseguir escapar a Xipre.
El juliol de 2010, l'FBI va llançar una polèmica sobre l'ús del seu segell pel projecte Viquipèdia. L'oficina federal va sol·licitar la retirada del seu logotip de les pàgines de la Viquipèdia, que va denegar la petició. De fet, la Viquipèdia considera que la imatge que allotja no és ni una insígnia falsa, ni una targeta d'identificació falsa, ni una insígnia falsa. «De fet, hem d'aplicar el que diu la llei, i no la interpretació que vostè demana», va dir irònicament Mike Godwin, l'advocat de la Viquipèdia, adreçant-se a l'FBI. Des d'aquesta resposta de l'enciclopèdia en línia, l'FBI no ha fet cap comentari.
El 19 de gener de 2012 al vespre, l'FBI tanca els 18 llocs del grup Mega, inclòs el servei de descàrrega directa Megaupload, així com el servei de streaming Megavideo.
El setembre de 2012, l'FBI va anunciar l'establiment, amb un cost de mil milions de Dòlar dels Estats Units, un sistema de reconeixement facial, la Next Generation Identification (NGI). És una base de dades d'àmbit nacional que inclou fotografies d'entrada, imatges de l'iris, enregistraments d'ADN, mostres de veu i altra informació biomètrica.
El juny de 2021, els mitjans de comunicació van anunciar una onada d'arrestos a causa de l'operació Trojan Shield més coneguda pel públic com ANOM, el nom d'un telèfon intel·ligent equipat amb programari de missatgeria que ha estat utilitzat per diversos delinqüents pensant que el sistema és segur. De fet, aquest telèfon intel·ligent va ser proporcionat per l'FBI. Això va permetre la detenció de més de 800 persones enmig de la droga en particular.

## Formació d'agents

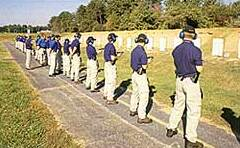
Estudiants de l'Acadèmia de l'FBI al camp de tir.

Per exemple, a principis de 2005, l'FBI va rebre aproximadament 115.000|candidatures per quedar-se'n només 2 900.
Els candidats al lloc d'agents es formen a l’Acadèmia de l'FBI al campus de Quantico a Virgínia, que comparteix amb l’Acadèmia Nacional de l'FBI, que s'ocupa de cursos de perfeccionament per a policies americans i estrangers experimentats.
Per ser admès a l'FBI cal tenir un títol universitari i tenir entre 23 i 37 anys anys, la mitjana d'edat és de 30 anys, perquè els reclutes han d'haver adquirit experiència laboral.
Aproximadament un terç dels nous agents provenen de les forces armades, però ara els candidats provenen de tots els estrats socials i grups ètnics del país havent tingut, fins als anys 60 sota el lideratge d'Hoover, la fama d'estar reservats a la majoria WASP (White Anglo-Saxon Protestant).
Arriben a Quantico en grups de cinquanta i s'entrenen durant disset setmanes en tècniques de spinning, tir (120 hores) i ús de la ciència per a la recollida de pistes. Aquesta primera formació va seguida de dos anys de formació en el lloc de treball.
Els agents federals sovint reben el sobrenom d'«homes G» ('Homes de govern'). El 2003, 1.200 agents van ser formats, la qual cosa és un rècord en la història de l'FBI. Els salaris pugen a 55.000 dòlars americans per any per un agent debutant.

### Sancions disciplinàries
A principis de 2011, l'FBI va informar que entre 325 i 350 empleats eren objecte d'accions disciplinàries cada any, des d'amonestacions fins a acomiadaments, i que aproximadament 30 persones eren acomiadades cada any, d'un total de 34.300 assalariats.

## Directors
Després de la desaparició de Hoover, el mandat dels directors de l'FBI es fixa en un període de deu anys i en principi només poden ser destituïts per motius de faltes greus, com va ser el cas el 1993 de William Sessions sota la presidència de Bill Clinton. En canvi, l'acomiadament sorpresa de James Comey per part de Donald Trump el 9 de maig de 2017, mentre investigava els possibles vincles entre els funcionaris de la campanya presidencial de Trump i Rússia, planteja moltes preguntes sobre els motius reals d'aquesta decisió.
Segon a la jerarquia de l'FBI, el director adjunt és Paul Abbate des del febrer de 2021.
- John Edgar Hoover (10 de desembre de 1924)
- Patrick Gray (3 de març de 1972)
- William Ruckeshauss (27 d'abril de 1973)
- Clarence Kelley (9 de juliol de 1973)
- William Webster (23 de febrer de 1978)
- John Otto (27 de maig de 1987)
- William Sessions (2 de novembre de 1987)
- Floyd Clarke (19 de juliol de 1993)
- Louis Frech (1 de setembre de 1993)
- Robert S. Mueller (1 de setembre de 2001)

## En la cultura popular
- La sèrie The Night Agent produïda i distribuïda per la plataforma Netflix explica la història d'un empleat de l'FBI al soterrani de la Casa Blanca i que s'ha de fer càrrec d'un telèfon que sona poques vegades.

- La sèrie Mindhunter produïda i distribuïda per la plataforma Netflix explica la història de la creació dins de l'FBI d'una unitat d'elit especialitzada en el perfil d’assassins en sèrie.

- La sèrie On the trail of crime creada per Quinn Martin produïda per la cadena American Broadcasting Company tracta de les activitats de l'FBI arreu dels Estats Units.

- La sèrie Without a Trace creada per Hank Steinberg explica la història d'una unitat de l'FBI assignada per investigar persones desaparegudes a la ciutat de Nova York.

- La sèrie Sue Thomas, l'ull de l'FBI creada per Dave Alan Johnson i Gary R. Johnson explica la història de la primera dona agent de l'FBI amb sordesa.

- A la temporada 6 de la sèrie de televisió Scandal, Angela Webster (interpretada per Saycon Sengbloh) és la directora de l'FBI.

- La sèrie White Collar explica les investigacions dutes a terme conjuntament per Neal Caffrey, un estafador notori, i Peter Burke, un agent especial de l'FBI.

- També apareix a la saga Grand Theft Auto com a FIB, que és una paròdia de l'FBI real.

- L'FBI també és una unitat a Tom Clancy's Rainbow Six: Siege juntament amb Ash and Thermite (Attack) Castle i Pulse (Defense).

- A The Mentalist, Patrick Jane (interpretat per Simon Baker) s'uneix a l'FBI juntament amb Teresa Lisbon (Robin Tunney) i Kimball Cho (Tim Kang), després de deixar el CBI.

- A la sèrie de televisió The Blacklist, Elizabeth Keen (Megan Boone) i Raymond Reddington (James Spader) treballen per a l'FBI en una base secreta.

- A la sèrie de televisió Quantico, la història explica la formació de reclutes a l'acadèmia de l'FBI.

- A la sèrie de televisió X-Files, tots dos protagonistes són agents de l'FBI.

- A la sèrie de televisió Criminal Minds i els seus dos spin-off (Criminal Minds: Suspect Behavior i Criminal Minds: Unitat Sense Fronteres), els principals protagonistes són agents de l'FBI (perfiladors) que treballen per al DSC (Departament de Ciències del Comportament), una unitat d'elit a la recerca d'assassins en sèrie. En ments criminals: Unitat sense fronteres els agents formen més precisament part de l'International Response Team (IRT)

- A Detective Conan, Conan creia que un professor d'anglès de la seva antiga escola secundària estava en una organització malvada. Aleshores es revela que aquesta dona és un agent de l'FBI que intenta aturar aquesta organització.
- En els jocs Red Dead Redemption i Red Dead Redemption 2, després de treballar per a la Pinkerton National Detective Agency, l'agent Edgar Ross treballa per a la FIB (que és un anacronisme, ja que l'FBI no existeix en el moment de la trama)

- La sèrie FBI: Most Wanted creada per René Balcer narra la recerca de l'FBI a les persones més buscades.
- La sèrie FBI: International creada per Dick Wolf narra les activitats de l'FBI en un context internacional.
- La pel·lícula de l'FBI: Undercover Fake Blondes és una pel·lícula de comèdia criminal dirigida per Keenen Ivory Wayans.
- Catch Me If You Can de Steven Spielberg explica la història de l'agent de l'FBI Carl Hanratty a la recerca de l'estafador Frank Abagnale, Jr..
- La pel·lícula Insaisissables de Louis Leterrier representa la persecució entre l'FBI i un grup de quatre il·lusionistes.
- La pel·lícula I Was a Communist for the FBI és una pel·lícula estatunidenca dirigida per Gordon Douglas l'any 1951 en el marc de l'inici de la Guerra Freda i el macartismo.
- La sèrie Bones creada per Hart Hanson, l'agent de l'FBI Seeley Booth treballa amb D Temperança Brennan